# جمال ريان
جمال مصطفى أحمد ريان (أبو مراد؛ 23 أغسطس 1953) إعلامي ومذيع أخبار فلسطيني، وُلِدَ في مدينة طولكرم الفلسطينية. يحمل الجنسية الأردنية، وهو أول مذيع ظهر على شاشة قناة الجزيرة الفضائية عند انطلاقتها، ومقدم أول نشرة إخبارية على قناة الجزيرة وذلك عام 1996، وكان قبلها قد عمل في هيئة الإذاعة البريطانية (BBC).

## نشأته وحياته
وُلِدَ جمال مصطفى أحمد ريان في مدينة طولكرم الفلسطينية بالضفة الغربية بتاريخ 23 أغسطس 1953، تلقى تعليمه في مدارس مدينته طولكرم حتى عام 1967؛ حيث غادر مدينته طولكرم متوجهًا إلى الأردن جراء حرب النكسة.
متزوج من سيدة كورية أثناء إقامته وعمله كمذيع في كوريا الجنوبية.

## مسيرته الإعلامية
في بداية حياته الإعلامية، عمل جمال مقدمًا للأخبار والبرامج السياسية في الإذاعة الأردنية عام 1974، ثم انتقل للعمل في التلفزيون الأردني، وفي عام 1979 التحق بقسم الأخبار في هيئة إذاعة كوريا الجنوبية، ثم عمل بقناة أبو ظبي في الإمارات العربية، وقد كان ممن أطلقوا البرنامج الإخباري «المدار»، والبرنامج السياسي «البعد الرابع»، كما كان مقدمًا للأخبار والبرنامج السياسي «العالم هذا المساء» في تلفزيون أبو ظبي عام 1989.
انضم جمال ريان عام 1994 لهيئة الإذاعة البريطانية العربية (BBC)، ثم التحق عام 1996 بقناة الجزيرة الفضائية في قطر، ليكون أول مذيع يظهر على شاشة القناة، ويصبح من أهم كوادرها. يقدم حاليًا أهم فترة إخبارية وتحليلية في قناة الجزيرة «حصاد اليوم».
جمال ريان عضو في "الجمعية الملكية الأردنية لهواة الراديو"، كما أنه من أهم الداعمين للقضية الفلسطينية من خلال مشاركته في المؤتمرات والفعاليات الفلسطينية في أوروبا والولايات المتحدة الأمريكية.

## وصلات خارجية
- سيرة جمال ريان، موقع قناة الجزيرة.
- جمال ريان يتحدث عن سيرته وتفاصيل حياته على يوتيوب